# 恩切倫戈縣

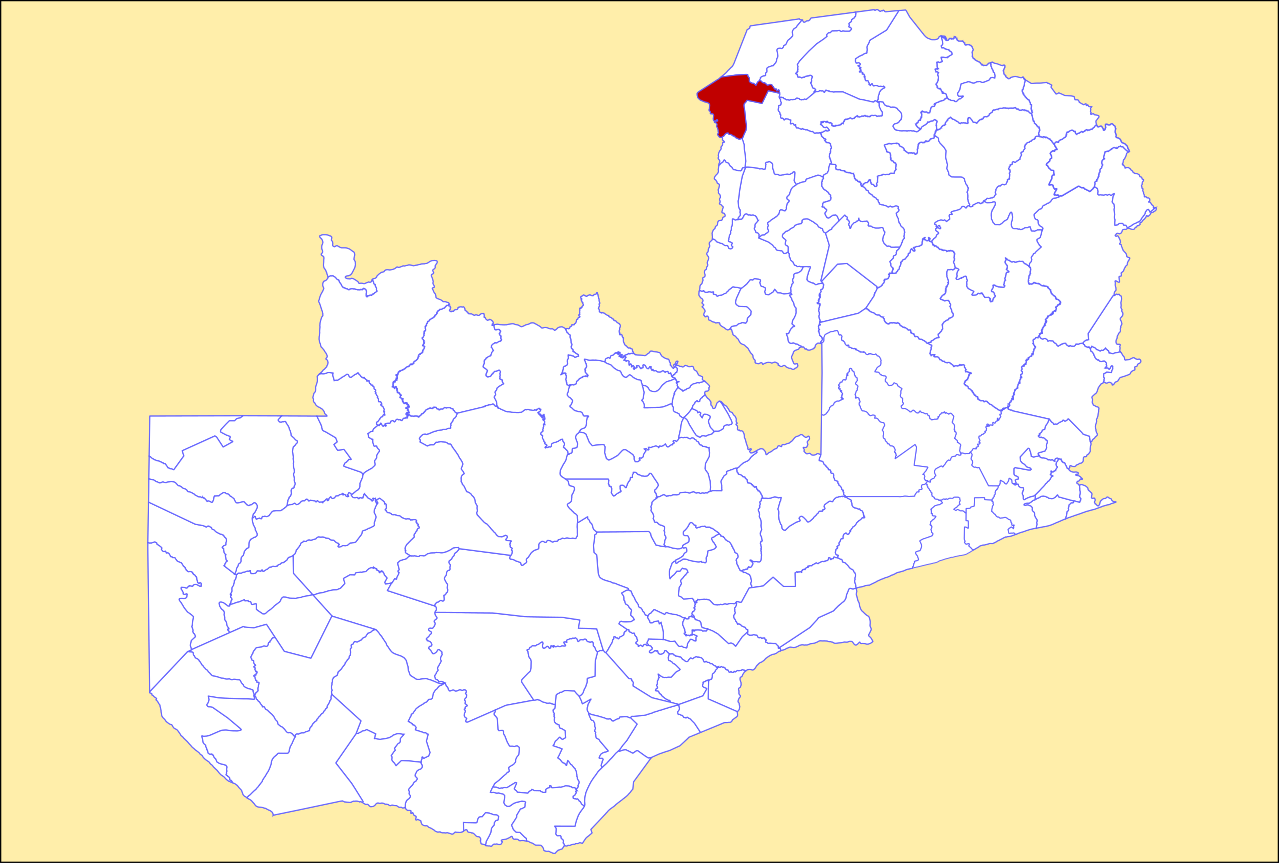

9°00′S 29°00′E / 9.000°S 29.000°E
恩切倫戈縣（英語：Nchelenge District），是贊比亞的縣份，位於該國北部，由盧阿普拉省負責管轄，首府設於恩切倫戈，面積4,090平方公里，2010年人口152,807，人口密度每平方公里37.4人。